# Szerb labdarúgó-szövetség
A Szerb labdarúgó-szövetség (Szerbül: Фудбалски савез Србије, ФСС, magyar átírásban: Fudbalski savez Srbije, FSS). Szerbia nemzeti labdarúgó-szövetsége. 1919-ben Zágrábban alapították. A szövetség szervezi a Szerb labdarúgó-bajnokságot, valamint a Szerb kupát. Működteti a Szerb labdarúgó-válogatottat, valamint a Szerb női labdarúgó-válogatottat. Székhelye Belgrádban található.

## Történelme
A Szerb Labdarúgó-szövetséget 1919-ben alapították. 1921-ben csatlakoztak a  FIFA-hoz, majd 1945-től 1992-ig a Jugoszláv Szocialista Szövetségi Köztársaság színeiben versenyeztek. A szövetség 1954-től tagja az UEFA-nak.

## Külső hivatkozások
- A szövetség hivatalos honlapja